# Orla Lehmann Hansen
Orla Lehmann Hansen (født 20. februar 1843 i København, død omkring 1. maj 1904) var en dansk løjtnant i sin ungdom og kortvarigt politiker. Han var medlem af Folketinget i 13 dage i 1873.
O.L. Hansen var søn af folketingsmand J.A. Hansen. Han var soldat i 2. Slesvigske Krig i 1864 og opnåede rang af løjtnant.
Hansen stillede op til et omvalg til Folketinget i Middelfartkredsen i februar 1873 som blev afholdt fordi J.H. Jagds valg i 1872 var blevet annulleret. Han trak sig imidlertid umiddelbart før valget. Han stillede op igen ved det regulære folketingsvalg 14. november 1873 i Holbækkredsen og vandt over kredsens siddende folketingsmand, hans farbror redaktør Niels Hansen. Han var imidlertid nødt til at træde tilbage 27. november samme år fordi kom frem at som han dreng var straffet for ulovligt at have købt og pantsat nogle ure med angivelse af urigtige oplysninger. Hansen tilhørte politisk Venstre.
Hansen emigrerede til USA efter sin fars død i 1877, men vendte tilbage til Danmark efter godt ti år. Herefter arbejdede han som opvarter på Arenateatret og senere gangkarl på Almindelig Hospital. Han vendte tilbage til opvarterjobbet, men da han blev fyret igen i 1904, begik han selvmord.